# Antonín Pospíšil
Antonín Pospíšil (6 oktober 1903 – 15 juni 1973) was een Tsjecho-Slowaaks politicus van de rooms-katholieke Tsjecho-Slowaakse Volkspartij. Van 1949 tot 1952 was hij secretaris-generaal van de Volkspartij en van 1968 tot 1973 voorzitter van de Volkspartij als opvolger van priester Josef Plojhar. Van 1951 tot 1957 was hij minister van Transport en Elektriciteit. Later was hij minister zonder Portefeuille.